# Sojuz T-1
Sojuz T-1 fu una missione priva di equipaggio del programma Sojuz sovietico. Si trattò dell'ultima missione di collaudo priva di equipaggio della nuova navicella spaziale Sojuz T (concretamente la Sojuz 7K-ST) che fungerà da navicella di trasporto dei vari equipaggi per la stazione spaziale Saljut 6 e 7.
Se fino a tale data era solito per il regime sovietico indicare missioni e voli di collaudo esclusivamente con la denominazione di camuffamento di Cosmos per consentire di poter nascondere un eventuale insuccesso più facilmente davanti all'opinione pubblica, questa missione risulta come una delle poche missioni di collaudo sovietiche indicate con una denominazione ufficiale.
Tale fatto è sicuramente dovuto al successo della missione stessa. Infatti la stessa si svolse per effettuare un cambio di traiettoria d'orbita della stazione spaziale Saljut 6, che si trovava in orbita priva di equipaggio. La manovra automatica d'aggancio della Sojuz T-1 riuscì a perfezione e, grazie alla spinta tramite i congegni propulsori della Sojuz, la stazione spaziale venne riportata su una traiettoria d'orbita più alta, garantendo la sua permanenza ed operatività prolungata nello spazio.
La navicella rimase agganciata alla stazione spaziale per ben 100 giorni. Così si poté simulare una missione di lunga durata e verificare l'affidabilità della nuova navicella spaziale durante la delicata fase di rientro ed atterraggio in seguito ad una tale permanenza prolungata. I risultati ottenuti furono ottimi, tanto che, solo pochi giorni dopo l'atterraggio, con la Sojuz 35 potrà riprendere un periodo di operatività della stazione spaziale Saljut 6. Il tipo di navicella spaziale Sojuz T, che di fatto aveva superato il suo esame di maturità con questa missione, verrà impegnato per la prima volta per una missione equipaggiata a giugno di quell'anno durante la missione Sojuz T-2.
Inoltre di questa missione si può dire che la stessa fu il cinquantacinquesimo volo nell'ambito del programma Sojuz sovietico, mentre l'indicazione del numero di volo non equipaggiato di questa capsula varia a seconda della considerazione o meno di singole missioni della capsula Sojuz, lanciate sotto la denominazione di Cosmos. Questo dipende in particolar modo se i vari voli di collaudo eseguiti per il programma di allunaggio sovietico vengono conteggiati o meno nell'ambito del programma Sojuz oppure se questi voli vengono considerati facenti parte di un apposito programma, mai denominato ufficialmente.